# روني شنايدر
روني شنايدر (بالإنجليزية: Ronnie Schneider)‏ هو لاعب كرة مضرب أمريكي، ولد في 27 سبتمبر 1994 في بلومنغتون في الولايات المتحدة.

## وصلات خارجية
- روني شنايدر على موقع رابطة محترفي التنس (الإنجليزية)
- روني شنايدر على موقع الاتحاد الدولي لكرة المضرب (الإنجليزية)
- روني شنايدر على موقع خلاصة التنس.كوم (الإنجليزية)
- روني شنايدر على موقع إي إس بي إن.كوم (الإنجليزية)